# Danny Setiawan
Danny Setiawan (sinh ngày 28 tháng 8 năm 1945) là một cựu chính trị gia và công chức người Indonesia, từng là thống đốc Tây Java từ năm 2003 đến 2008. Năm 2008, ông bị bắt và kết án 4 năm tù trong một vụ án tham nhũng, ông ra tù vào năm 2011.

## Đầu đời
Setiawan sinh ra ở Purwakarta vào ngày 28 tháng 8 năm 1945. Cha ông là một binh sĩ, Setiawan thường xuyên chuyển nơi ở trong thời thơ ấu theo các nơi công tác của cha mình, ông tốt nghiệp trường tiểu học ở Cirebon, trường trung học cơ sở ở Bogor và trường trung học ở Purwakarta. Sau đó, ông ghi danh học tại Học viện Chính phủ Nội vụ (APDN) ở Bandung, tốt nghiệp năm 1968.

## Sự nghiệp
Sau khi tốt nghiệp, ông được tuyển dụng rồi trở thành sĩ quan phụ tá nhiếp chính ở huyện Lebak. Sau một năm, ông được cử làm việc tại chính quyền địa phương ở Manokwari trước khi trở lại Lebak, nơi ông đã công tác hơn 10 năm cho đến khi chuyển sang chính quyền cấp tỉnh ở Bandung vào năm 1984. Ông đứng đầu nhiều ban ngành cấp tỉnh, cho đến khi được bổ nhiệm làm bí thư tỉnh ủy năm 1998. Ông giữ chức vụ này cho đến năm 2003.

### Thống đốc
Vào tháng 5 năm 2003, trong cuộc bầu cử thống đốc sắp diễn ra, Setiawan nhận được sự ủng hộ của đảng Golkar để ứng cử. Đối đầu với Setiawan là thiếu tướng đã nghỉ hưu Tayo Tarmadi được PDI-P hậu thuẫn, trước đây là chỉ huy của Kodam Siliwangi có trụ sở tại Tây Java. Tuy nhiên, bất chấp xuất thân quân sự của Tarmadi, 10 trong số 100 thành viên của Hội đồng Đại diện Nhân dân Khu vực Tây Java đến từ quân đội đã từ chối ủng hộ ông. Được sự ủng hộ ngầm từ quân đội, Setiawan cuối cùng được bầu làm thống đốc Tây Java sau khi thắng cử với 49 trên 88 phiếu bầu, các đại diện quân sự không bỏ phiếu. Nhiệm kỳ của ông bắt đầu vào ngày 13 tháng 6 năm 2003. Ông tái tranh cử trong cuộc bầu cử trực tiếp năm 2008, nhưng xếp ở vị trí cuối cùng trong ba ứng cử viên, sau người chiến thắng Ahmad Heryawan và người về nhì Agum Gumelar.

## Bắt giữ
Ngày 21 tháng 7 năm 2008, Ủy ban Phòng chống Tham nhũng định rõ Setiawan là nghi phạm vì tình nghi tham nhũng trong việc mua xe cứu hỏa trong nhiệm kỳ của ông. Sau khi điều tra, ông bị bắt giam vào ngày 10 tháng 11 năm 2008. Ông bị kết án 4 năm tù vào ngày 30 tháng 6 năm 2009 và phạt thêm 100 triệu Rupiah. Ông được trả tự do cùng với lời cam kết vào ngày 18 tháng 2 năm 2011, mặc dù bản án đầy đủ dự kiến sẽ kết thúc vào ngày 3 tháng 11 năm 2012.